# コグノーメン
コグノーメン（ラテン語: cognomen, 複数形：cognomina）とは、元々は古代ローマの人名の第3番目の名前（第三名）のことをいう。コニョーメンとも。コグノーメンは当初は愛称（ニックネーム）を表したが、のちに家系に世襲される名前（家族名。姓に近いもの）へと変化した。Cognomen という語は、接頭辞の co-（〜と一緒に）+ nomen（名前）に由来する。また人名だけではなく、ローマ軍団の通称（例えば第1軍団ゲルマニカの「ゲルマニカ」）もコグノーメンと呼ばれていた。英語でも元々の意味通りにではないが使われている。

## 概要
古代ローマの人名において、第一名であるプラエノーメンは個人名を、第二名であるノーメンは氏族名を表した。一方で第三名であるコグノーメンは、ある氏族の分家同士を区別する目的で、また時には戦争などでの個人の業績を強調する目的で発達した。通常名前の3番目に来る名前を言い、たとえば大ポンペイウスとして知られるグナエウス・ポンペイウス・マグヌス (Gnaeus Pompeius Magnus) の場合はマグヌス (Magnus、偉大な) がコグノーメンに該当する。必ずしもすべての人物がコグノーメンを持つわけではなく、ガイウス・マリウスのように個人名と氏族名のみを持つ人物も存在した。

## 命名法と機能
多くの場合は身体的特徴や個人的特徴から名付けられ、もともとは人物の愛称として用いられた。たとえば「赤毛」を意味する「ルフス」(Rufus) や、名誉の負傷で右手が利かなくなったガイウス・ムキウスのコグノーメン「スカエウォラ」（Scaevola、「左利き」の意味）などが該当する。一方で戦功のような個人の業績から名付けられたものもあり、上掲のポンペイウスのコグノーメン「マグヌス」は、もともとスッラから功績を讃えるために贈られた称号であった。しかし中には子に受け継がれるうちに氏族の中で特定の家系を表す「家族名」となったものもあり、「カエサル」はユリウス氏族の、「ブルトゥス」「シラヌス」はユニウス氏族の、「ピリウス」「メテッルス」はカエキリウス氏族の特定の家系をそれぞれ表すようになった。
コグノーメンの中にはプラエノーメンやアグノーメンとしても用いられるものがあり、「ウォピスクス」(Vopiscus) の名はユリウス氏族カエサル家ではプラエノーメンとしてもコグノーメンとしても用いられた。また帝政ローマ（ユリウス＝クラウディウス朝）第5代皇帝であるネロ帝の「ネロ」も、元はクラウディウス氏族の間でプラエノーメンとして用いられてきた名である。
共和政ローマの後期になるとコグノーメンは日常的に使用されるようになった。ローマ帝国（帝政ローマ）初期には、コグノーメンで兄弟を区別するアンナエウス氏族の例がある。大セネカ (Lucius Annaeus Seneca, Seneca the Elder) には3人の息子がいたが、その名前は（コグノーメンを太字で示す）、ルキウス・アンナエウス・ノウァトゥス (L. Annaeus Novatus)、ルキウス・アンナエウス・セネカ（小）（L. Annaeus Seneca Minor、セネカ）、ルキウス・アンナエウス・メラ (L. Annaeus Mela) であった。

## アグノーメン（添え名）
出生時に既にコグノーメンを持って生まれた人物はアグノーメン（agnomen：第四名、添え名）が贈られることもあった。たとえばスキピオ・アフリカヌスの本名は「プブリウス・コルネリウス・スキピオ」(Publius Cornelius Scipio) であるが、この中の「スキピオ」がスキピオ家を表すコグノーメンである。さらにザマの戦いで敵国カルタゴの将ハンニバルを破った戦功により、スキピオは「アフリカヌス」(Africanus) のアグノーメンも贈られている。大スキピオの例のようにコグノーメンを持ちつつも自身の戦地がアグノーメンとなった例には、他にクィントゥス・カエキリウス・メテッルス・ヌミディクス（ヌミディアにちなむ）やクィントゥス・カエキリウス・メテッルス・マケドニクス（マケドニアにちなむ）などがある。

## 呼び名としてのコグノーメン
パトリキのような上流階級は通常お互いを呼び合うのにコグノーメンを使用した。
今日、著名な古代のローマ人はそのコグノーメンだけで呼ばれていることが多い。例えば、マルクス・トゥッリウス・キケロを「キケロ」（Cicero、「ヒヨコマメ」の意味）、ガイウス・ユリウス・カエサルを「カエサル」（Caesar、英語読みは「シーザー」）と呼ぶ例が該当する。

## ラテン語以外での用法
「コグノーメン」という単語は英語にも取り込まれ、Cognomen（複数形：cognomens）として、あだ名（Moniker）、芸名（ステージネーム）、ペンネーム、別名（エイリアス）、愛称（ニックネーム）などの用語として用いられている。